# Tepuiacris duidae
Tepuiacris duidae är en insektsart som beskrevs av Frédéric Carbonell 2002. Tepuiacris duidae ingår i släktet Tepuiacris och familjen Romaleidae. Inga underarter finns listade i Catalogue of Life.